# Bracon femoralis
Bracon femoralis är en stekelart som först beskrevs av Gaspard Auguste Brullé 1832.  Bracon femoralis ingår i släktet Bracon och familjen bracksteklar. Utöver nominatformen finns också underarten B. f. oraniensis.